# Cryptocarya pulchella
Cryptocarya pulchella är en lagerväxtart som beskrevs av Teschn.. Cryptocarya pulchella ingår i släktet Cryptocarya och familjen lagerväxter. Inga underarter finns listade i Catalogue of Life.